# IK Södra Judo
IK Södra är en svensk judoklubb grundad av bland andra Solveig Malmkvist Bennerström. Klubben har bland annat tagit Sveriges första VM-medalj i judo (1986 VM-silver till Elisabeth Karlsson, viktklass 66 kg) och Sveriges första mästerskapstitel, nämligen guld på Junior-Em i Rotterdam 2002 till Sanna Askelöf (viktklass 52 kg). Även Marcus Nyman startade sin judokarriär i klubben.
Per Morberg var också aktiv i klubben som ung.
Träningen bedrivs i Farsta och Skarpnäck i Stockholm, i Nacka, i Huddinge och i Handen i Haninge.
Klubben har runt 30 träningar i veckan. Klubbens motto är "Judo för alla med glädje och kvalitet" Chefstränare är Ann Löf som är en av de högst graderade kvinnliga judoutövarna i Sverige, med bland annat två bronsmedaljer från judo-EM.